# 蜂巢盘肠蚤
蜂巢盘肠蚤（学名：Chydorus faviformis）为盘肠蚤科盘肠蚤属的动物。分布于美国、加拿大以及中国大陆的浙江、湖北、四川、云南等地，一般生活于湖泊沿岸区以及池塘和水稻田的水草丛中。